# ジョセファ・イロイロ
ジョセファ・イロイロ（フィジー語: Josefa Iloilo、1920年12月29日 - 2011年2月6日）は、フィジーの政治家。同国における部族長クラスの称号“ラツ”（Ratu）を頭に付けてラツ・ジョセファ・イロイロ（Ratu Josefa Iloilo）と表記されることもある。同国の大統領（第3代）を務めた。

## 生涯
ビチレブ島西部ビセイセイ村生まれ。2000年7月13日に大統領に就任し、2006年に再任された。同年12月5日にクーデターが発生すると大統領の権限を奪われるが、2007年1月4日に返還された。しかしイロイロはクーデターを主導したフランク・バイニマラマ国軍司令官（首相代行、クーデター最中は大統領代行）寄りの姿勢とされ、バイニマラマの強い影響下にあるとされた。
88歳と世界でも最高齢の元首となっていた2009年7月30日、健康上の問題で大統領を退任。エペリ・ナイラティカウ副大統領が大統領代行に就任し、同年11月5日に正式に第5代大統領に就任している。
2011年2月6日、病気のために死去。90歳没。